# Огурдино
Огурдино — посёлок в Пермском крае России. Входит в Березниковский городской округ в рамках организации местного самоуправления и в Усольский район в рамках административно-территориального устройства края.

## География
Посёлок стоит на правом берегу Камы в 2 километрах на северо-восток от посёлка Орёл, вместе с которым находится на острове Орёл, самом большом острове Камского водохранилища.
Климат
Климат умеренно-континентальный с суровой продолжительной зимой и тёплым коротким летом. Самый холодный месяц — январь со среднемесячной температурой (-15,7 °C), самый тёплый — июль со среднемесячной температурой (+17,4 °C). Продолжительность безморозного периода в среднем составляет 114 дней. Общее число дней с положительной температурой 190. Последний весенний заморозок в среднем наблюдается в конце мая, а первый осенний — в конце второй декады сентября. Среднегодовая температура воздуха по данным города Березники 0,9 °C.

## История
С 2004 до 2018 года посёлок входил в Орлинское сельское поселение Усольского муниципального района, с 2018 года входит в Орлинский территориальный отдел Березниковского городского округа.
Восточную часть посёлка занимает территория недействующего дома отдыха «Урал» (Собственник ОАО «Корпорация ВСМПО-АВИСМА»). Дом отдыха был построен в 1922—1925 годах, во время Великой Отечественной войны использовался в качестве туберкулезной больницы.

## Население
| 2010 |
| ---- |
| 80   |

Постоянное население 80 человек в 2010.